# يوسف مشلب
ألوف يوسف مشلب (مواليد 1952) هو جنرال درزي متقاعد، في الجيش الإسرائيلي وعمل في منصب منسق الأنشطة الحكومية في المناطق. تقاعد مشلب في سبتمبر 2008 بعد أربع سنوات في المنصب وأكثر من 35 عامًا في الجيش الإسرائيلي.